# Jan-Olov Lindqvist
Jan-Olov Lindqvist, född 1 oktober 1942, är en svensk före detta friidrottare (mångkamp). Han vann SM-guld i tiokamp år 1966. Han tävlade inhemskt vid olika tillfällen för Hässelby SK och Bromma IF.